# Spreewaldheide
Spreewaldheide es un municipio situado en el distrito de Dahme-Spreewald, en el estado federado de Brandeburgo (Alemania). Tiene una población estimada, a fines de 2020, de 454 habitantes.